# Mieszko 1. af Polen
Mieszko 1. af Polen (født 922-940, død 992) var den første kendte hersker af Polen, medlem af Piast-dynastiet og regnes som den egentlige grundlægger af Polen.
Mieszko var søn af Siemomysł og far til Boleslav 1. af Polen den første kronede konge af Polen.
Mieszko blev gift med Dubrawka, en tjekkisk prinsesse i 965, og lod sig året efter døbe, så Polen blev et kristent land. Dobravka døde i 977, og Mieszko giftede sig med Oda.
Mieszko døde i 992 den 25. maj.